# Annette King

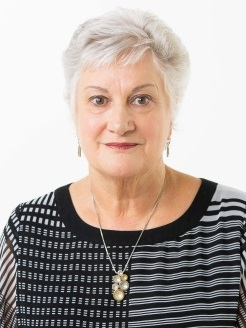
Dame Annette King (2019).

Dame Annette Faye King, DNZM (Geburtsname: Annette Faye Robinson; * 13. September 1947 in Murchison, Tasman District) ist eine neuseeländische Politikerin der New Zealand Labour Party und Diplomatin, die von 1984 bis 1990 sowie zwischen 1993 und 2017 Mitglied des Repräsentantenhauses und mehrmals Ministerin war. Sie fungierte ferner von 2008 bis 2011 sowie erneut zwischen 2014 und 2017 als stellvertretende Vorsitzende der Labour Party und zugleich als Oppositionsführerin. Zuletzt war sie von 2018 bis 2023 Hochkommissarin in Australien.

## Leben
Annette Faye Robinson, Tochter von Frank Pace Robinson und Olive Annie Russ Robinson, besuchte von 1960 bis 1963 die Murchison District High School und 1964 das Waimea College in Richmond. Anschließend absolvierte sie zwischen 1965 und 1967 eine Berufsausbildung zur Schulzahnmedizinischen Krankenschwester ab und arbeitete von 1967 bis 1981 als Zahnarzthelferin. 1981 erlangte sie einen Bachelor of Arts (B.A.) an der University of Waikato und erwarb zudem ein Postgraduatiertendiplom als Zahnarzthelferin, woraufhin sie von 1982 bis 1984 als Dozentin für Zahnarzthelferinnen in Wellington unterrichtete.

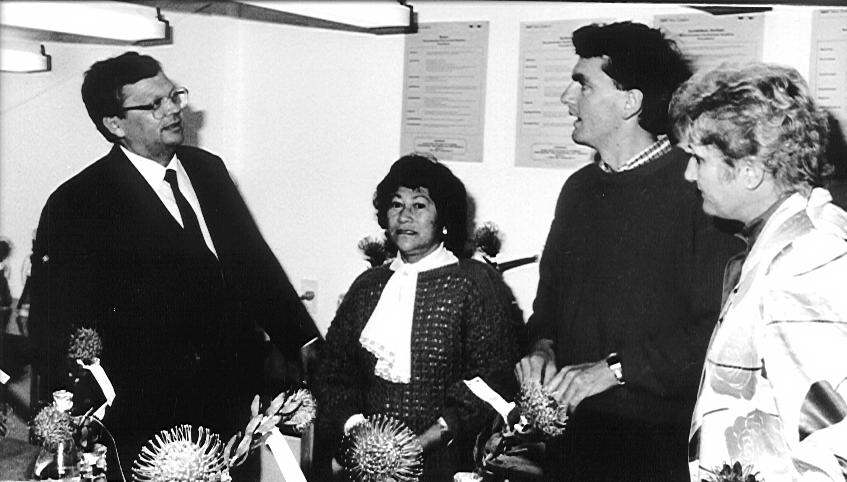
Annette King (rechts) mit Premierminister David Lange (links) (1986).

Am 14. Juli 1984 wurde Annette King für die New Zealand Labour Party als Nachfolgerin von Geoff Thompson von der New Zealand National Party erstmals Mitglied des Repräsentantenhauses und vertrat in diesem bis zum 27. Oktober 1990 den Wahlkreis „Horowhenua“, woraufhin dieser Wahlkreis von Hamish Hancock von der National Party gewonnen wurde. Sie war vom 24. August 1987 bis zum 14. August 1989 war sie im Kabinett Lange II Parlamentarische Staatssekretärin beim Jugendminister, beim Arbeitsminister, beim Sozialminister sowie beim Tourismusminister. Am 14. August 1989 wurde Annette King in das Kabinett von Premierminister Geoffrey Palmer berufen und war bis zum 4. September 1990 Assistierende Ministerin beim Premierminister für die Verbindungs zwischen Kabinett und Fraktion, Arbeitsministerin und Jugendministerin. Die Ämter als Assistierende Ministerin beim Premierminister für die Verbindungs zwischen Kabinett und Fraktion, Arbeitsministerin und Jugendministerin behielt sie im Anschluss zwischen dem 4. September und dem 2. November 1990 auch im Kabinett von Premierminister Mike Moore und war darüber hinaus vom 4. September bis zum 2. November 1990 auch noch Einwanderungsministerin.
Am 3. November 1993 wurde Annette King abermals Mitglied des Repräsentantenhauses und konnte sich dabei im Wahlkreis „Miramir“ gegen den bisherigen Wahlkreisinhaber Graeme Reeves von der National Party durchsetzten. Sie vertrat diesen Wahlkreis bis zu dessen Auflösung am 12. Oktober 1996. Im Anschluss wurde sie am 12. Oktober 1996 im neu geschaffenen Wahlkreis „Rongotai“ wieder zum Mitglied des Repräsentantenhauses gewählt und vertrat diesen Wahlkreis nunmehr bis zum 23. September 2017, woraufhin ihr Parteifreund Paul Eagle diesen Wahlkreis gewann. Sie war zwischen dem 6. März und dem 12. August 1997 Mitglied des Ausschusses für Sozialdienste sowie vom 12. August 1997 bis zum 18. Oktober 1999 Mitglied des Gesundheitsausschusses des Repräsentantenhauses.

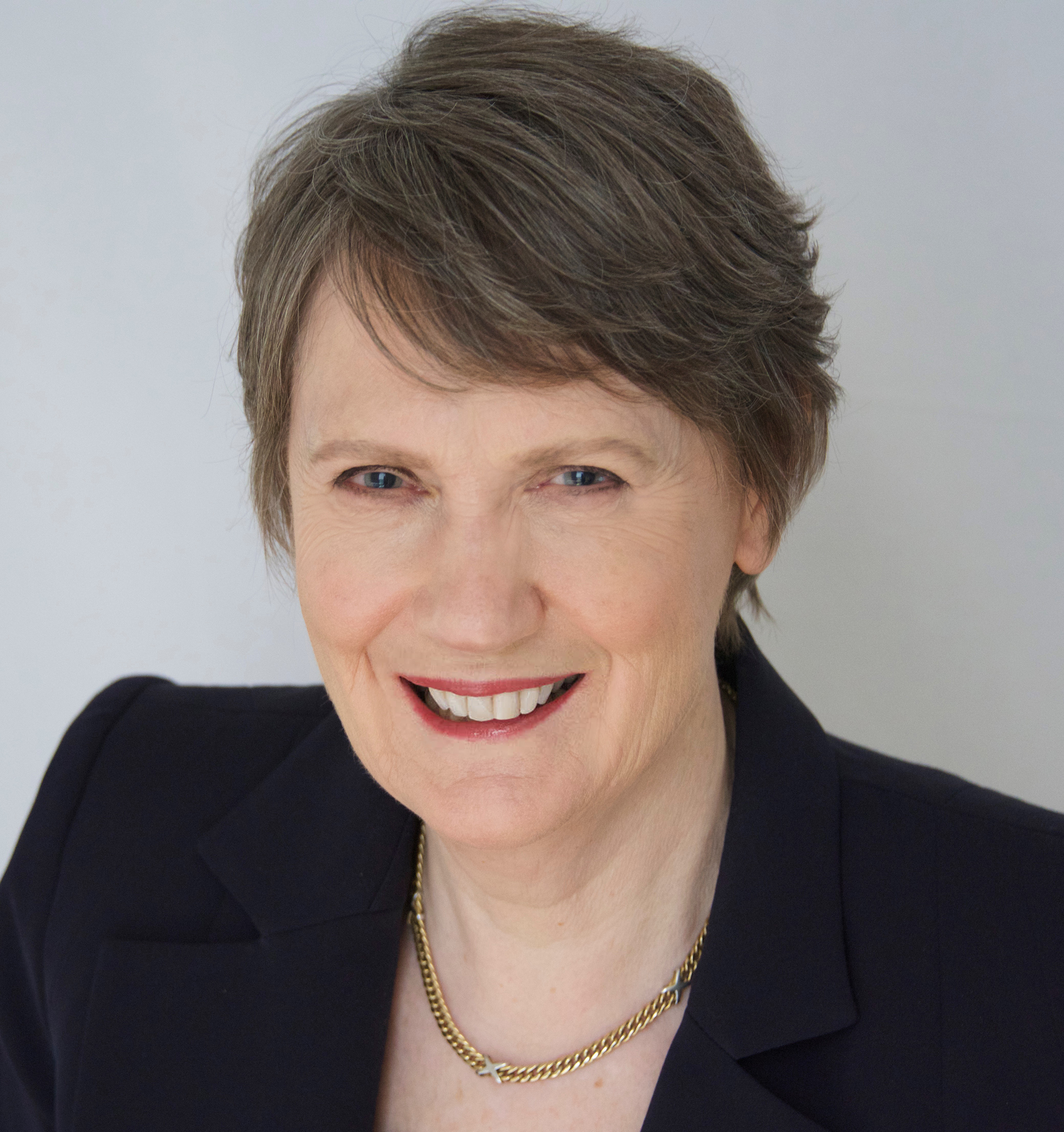
In den drei Kabinetten von Premierministerin Helen Clark bekleidete Annette King von 1999 bis 2008 zahlreiche Ministerämter.

Nach dem Wahlsieg der Labour Party wurde Annette King am 10. Dezember 1999 als Gesundheitsministerin sowie als Ministerin für den Rennsport in das Kabinett Clark I (10. Dezember 1999 bis 15. August 2002) berufen. Im Kabinett Clark II (15. August 2002 bis 19. Oktober 2005) war sie bis zum 19. Oktober 2005 Gesundheitsministerin sowie nunmehr zugleich auch Ministerin für Lebensmittelsicherheit. Nach der Bildung des Kabinetts Clarks III (19. Oktober 2005 bis 19. November 2008) fungierte sie bis zum 5. November 2007 weiterhin als Ministerin für Lebensmittelsicherheit. Darüber hinaus war sie zwischen dem 19. Oktober 2005 und dem 18. November 2008 Polizeiministerin sowie zeitgleich Verkehrsministerin. Ferner fungierte sie vom 19. Oktober 2005 bis zum 20. Oktober 2. November 2007 Ministerin für Staatsdienste sowie zwischen dem 19. Oktober 2005 und dem 20. Oktober 2006 Koordinierende Ministerin für Rassenbeziehungen und in Personalunion ferner Beigeordnete Ministerin im Verteidigungsministerium sowie Beigeordnete Ministerin im Handelsministerium. Im Zuge einer weiteren Umbildung des dritten Kabinetts Clark übernahm sie schließlich am 5. November 2007 als Nachfolgerin von Mark Burton bis zum 18. November 2008 den Posten der Justizministerin sowie zugleich als Ministerin für die Rechtskommission.

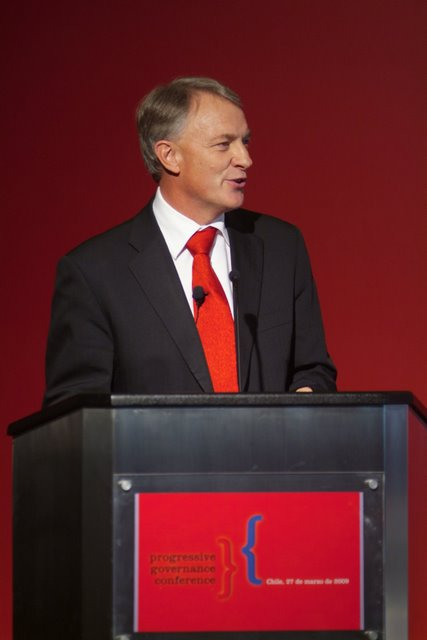
Annette King war von 2008 bis 2011 Stellvertreterin des Labour Party-Vorsitzenden Phil Goff.

 Nach der Niederlage der Labour Party bei der Parlamentswahl am 8. November 2008 fungierte sie im Repräsentantenhaus vom 20. November 2008 bis zum 3. Februar 2011 als Sprecherin der Labour-Fraktion für soziales Entwicklung und war zudem zwischen dem 9. Dezember 2008 und dem 21. Juli 2010 Mitglied des Ausschusses für Sozialdienste. Am 24. November 2008 wurde sie als Nachfolgerin von Michael Cullen erstmals stellvertretende Vorsitzende der Labour Party und war in dieser Funktion bis zu ihrer Ablösung durch Grant Robertson am 13. Dezember 2013 als Vertreterin des Parteivorsitzenden Phil Goff zugleich kraft Amtes stellvertretende Oppositionsführerin. Daneben gehörte sie vom 1. Juli 2009 bis zum 19. September 2011 der Parlamentarischen Dienstkommission PSC (Parliamentary Service Commission) als Mitglied an.

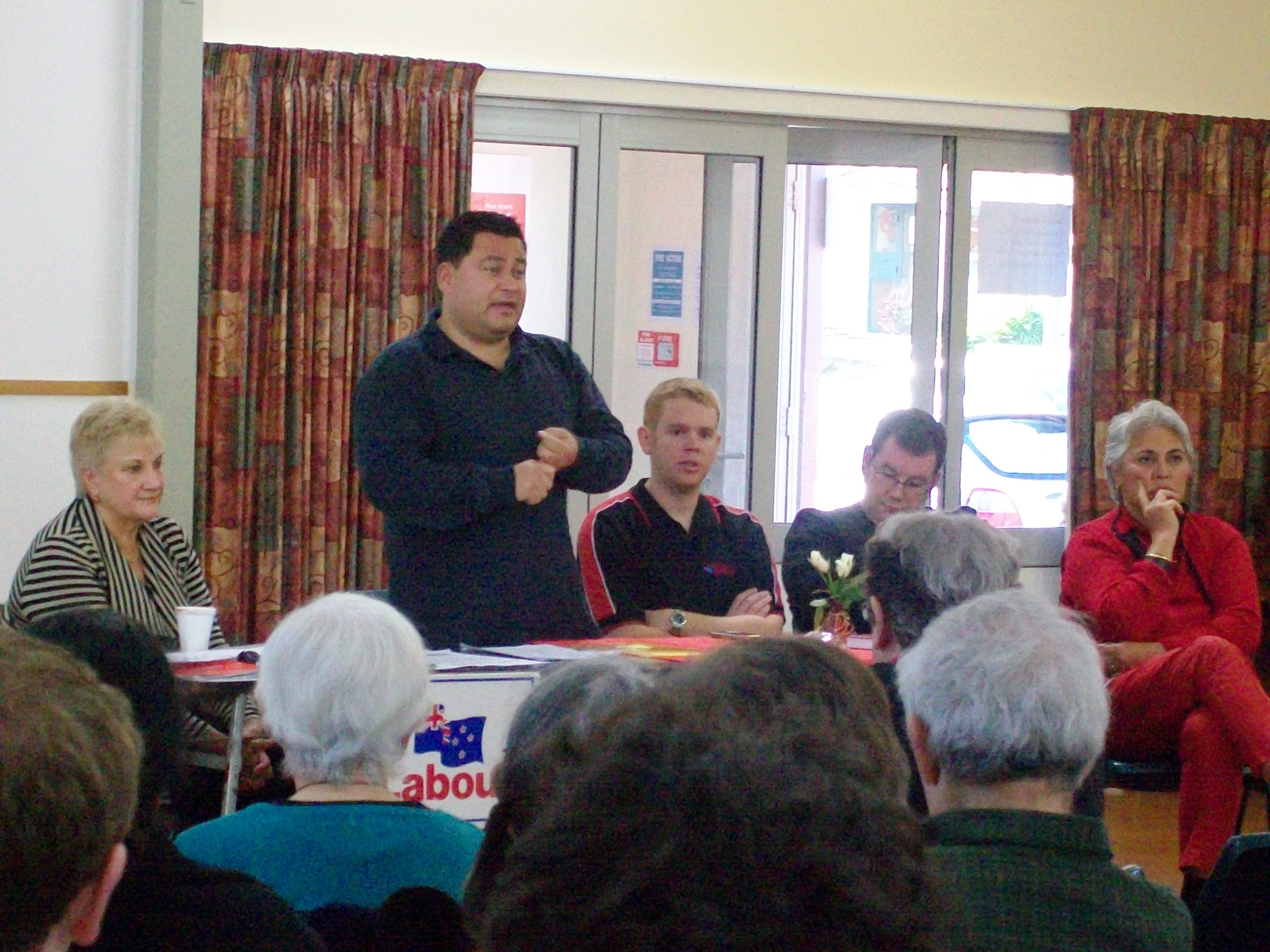
Annette King (links) auf einer Parteikonferenz der Labour Party (2010).

Nachdem sie vom 3. Februar bis zum 19. Dezember 2011 als sozialpolitische Sprecherin der Labour-Fraktion fungierte, war sie zwischen dem 19. Dezember 2011 und dem 27. März 2013 Sprecherin für Wohnungswesen sowie zugleich auch Sprecherin für Kommunalverwaltung. Daneben gehörte sie vom 21. Dezember 2011 bis zum 27. Februar 2013 dem Ausschuss für Kommunalverwaltung und Umwelt als Mitglied sowie im Anschluss zwischen dem 27. Februar 2013 und dem 14. August 2013 dem Gesundheitsausschuss als Mitglied an und war darüber hinaus vom 23. September 2013 bis zum 7. März 2017 gesundheitspolitische Sprecherin der Labour-Fraktion. Sie wurde am 8. Oktober 2014 als Nachfolgerin von David Parker zum zweiten Mal stellvertretende Vorsitzende der Labour-Party und war in dieser Funktion bis zu ihrer Ablösung durch die spätere Premierministerin Jacinda Ardern am 7. März 2017 als Vertreterin des Parteivorsitzenden Andrew Little kraft Amtes auch wieder stellvertretende Oppositionsführerin. Sie war vom 21. Oktober 2014 bis zum 15. März 2017 wieder Mitglied des Gesundheitsausschusses sowie zwischen dem 9. Dezember 2014 und dem 22. August 2014 erneut Mitglied der Parlamentarischen Dienstkommission. Ferner war sie vom 26. Februar bis zum 31. März 2015 kurzzeitige Sprecherin der Labour-Fraktion für soziale Entwicklung, zwischen dem 7. März und dem 23. September 2017 Sprecherin für staatliche Dienste sowie vom 15. März bis zum 22. August 2017 noch Mitglied des Ausschusses für Auswärtige Angelegenheiten, Verteidigung und Handel.
Für seine Verdienste wurde Annette King am 30. Dezember 2017 als Dame Companion des New Zealand Order of Merit (DNZM) geadelt, so dass sie fortan das Prädikat „Dame“ führte. Als Nachfolgerin von Chris Seed übernahm sie im Dezember 2018 den Posten als Hochkommissarin in Australien und verblieb auf diesem diplomatischen Posten bis Dezember 2023, woraufhin nach einer kommissarischen Amtsübernahme durch Eamonn O’Shaughnessy am 22. April 2024 Andrew Needs neuer Hochkommissar wurde. Sie ist verheiratet, hat eine Tochter und drei Stiefsöhne, und ist Cousine zweiten Grades des National Party-Politikers Chris Finlayson, der unter anderem von 2005 bis 2019 Mitglied des Repräsentantenhauses, zwischen 2008 und 2017 Generalstaatsanwalt sowie mehrmals Minister war, sowie Cousine dritten Grades des National Party-Politikers Chester Borrows, der unter anderem von 2005 bis 2017 Mitglied sowie zwischen 2014 und 2017 stellvertretender Sprecher des Repräsentantenhauses und zeitweise Minister war.

## Hintergrundliteratur
- Peter Franks, Jim McAloon: Labour: The New Zealand Labour Party 1916–2016,  Victoria University Press, Wellington 2016, ISBN 978-1-77656-074-5